# Епархия Амбоины
Епархия Амбоины (лат.  Dioecesis Amboinaënsis) — епархия Римско-Католической церкви с центром в городе Амбон, Индонезия. Епархия Амбоины входит в митрополию Макасара. Кафедральным собором епархии Амбоины является церковь святого Франциска Ксаверия.

## История
22 декабря 1902 года Святой Престол учредил апостольскую префектуру Голландской Новой Гвинеи, выделив её из епархии Батавии (сегодня — Архиепархия Джакарты).
29 августа 1920 года Римский папа Бенедикт XV издал бреве Christiani gregis, которым преобразовал апостольскую префектуру Голландской Новой Гвинеи в апостольский викариат.
22 мая 1949 года и апостольский викариат Голландской Новой Гвинеи передал часть своей территории для новой апостольской префектуры Голландии (сегодня — Епархия Джаяпуры) и был переименован в апостольский викариат Амбоины. 24 июня 1950 года апостольский викариат Амбоины передал часть своей территории апостольскому викариату Мерауке (сегодня — Архиепархия Мерауке).
3 января 1961 года Римский папа Иоанн XXIII издал буллу Quod Christus, которой преобразовал апостольский викариат Амбоины в епархию.

## Ординарии епархии
- епископ Matteo Neyens MSC[1](1902—1915);
- епископ Enrico Nollen MSC (1915—1920);
- епископ Giovanni Aerts MSC (28.08.1920 — 30.07.1942);
- епископ Jacques Grent MSC (10.07.1947 — 15.01.1965);
- епископ Andreas Peter Cornelius Sol MSC (15.01.1965 — 10.06.1994);
- епископ Petrus Canisius Mandagi MSC (10.06.1994 — по настоящее время).

## Источник
- Annuario Pontificio, Libreria Editrice Vaticana, Città del Vaticano, 2003, ISBN 88-209-7422-3
- Бреве Christiani gregis, AAS 12 (1920), стр. 565—566  (лат.)
- Булла Quo in Archipelago, AAS 43 (1951), стр. 63  (лат.)
- Булла Quod Christus, AAS 53 (1961), p. 244  (лат.)